# Hòa Hảo
Đạo Hòa Hảo (("Hòa Hảo"ⓘ), Chữ Nôm: 道和好, Chinês: 和好, Hé Hǎo), também Hoahaoísmo, é uma organização budista, fundada em 1939 por Huỳnh Phú Sổ (popularmente chamado Phật thầy, "Mestre Buda" em Vietnamita), um nativo da região do Delta do Rio Mekong no sul do Vietnã. Os aderentes consideram Sổ um profeta, e Hòa Hảo uma continuação de um ministério budista do século XIX conhecido como Bửu Sơn Kỳ Hương (Sino-Vietnamita 寶山奇香). Os fundadores dessas tradições são considerados pelos seguidores de Hòa Hảo como Budas vivos — destinados a salvar a humanidade do sofrimento e a proteger a nação vietnamita. Hòa Hảo afirma ter aproximadamente dois milhões de seguidores ao longo do Vietnã; em algumas províncias perto de seu lugar de surgimento do Delta, até 90% da população praticam esta tradição. Uma característica importante deste movimento é a sua ênfase nos camponeses, exemplificada pelo antigo slôgane "Praticando o Budismo Enquanto Cultiva Sua Terra". Hòa Hảo enfatiza a prática do budismo por leigos em casa, em vez de se concentrar principalmente na adoração e ordenação em templos. A ajuda aos pobres é favorecida sobre a construção de pagode ou rituais caros; cerimônias religiosas e sociais são idealmente simples e modestas, e não incluem ofertas de comidas, serviços de adivinhação e casamento elaborado e costumes funerários encontrados em algumas manifestações de vida do Sudeste Asiático. Estes são vistos como um desperdício de dinheiro que seria melhor gasto ajudando os necessitados.[carece de fontes?]
Nos lares Hòa Hảo, um simples pano marrom serve de altar, no qual a família reza de manhã e à noite. Altares separados são usados para honrar ancestrais e as direções sagradas. Apenas água doce, flores e incenso são usados na adoração; Nenhum sino ou gongos acompanham orações. Um crente longe de casa em momentos de oração se volta ao oeste (isto é, em direção à Índia) para orar a Buda. Espera-se que os aderentes atendam aos serviços comunitários no dia 1 e 15 de cada mês lunar e em outros dias santos budistas.[carece de fontes?]